# Podu Muncii
Podu Muncii – wieś w Rumunii, w okręgu Buzău, w gminie Vintilă Vodă. W 2011 roku liczyła 371 mieszkańców.